# Kuzumaki
Kuzumaki (葛巻町 Kuzumaki-machi?) es un pueblo localizado en la prefectura de Iwate, Japón. En octubre de 2018 tenía una población de 5.847 habitantes y una densidad de población de 13,4 personas por km². Su área total es de 434,96 km².

## Geografía

### Municipios circundantes
- Prefectura de Iwate
  - Morioka
  - Kuji
  - Iwate
  - Iwaizumi
  - Kunohe
  - Ichinohe

## Demografía
Según datos del censo japonés, la población de Kuzumaki ha disminuido en los últimos años.
| Año del censo | Población |
| ------------- | --------- |
| 1995          | 9.536     |
| 2000          | 8.725     |
| 2005          | 8.021     |
| 2010          | 7.304     |
| 2015          | 6.344     |